# Divinity: Dragon Commander
Divinity: Dragon Commander — видеоигра в жанре пошаговой стратегии, стратегии в реальном времени и RPG. Разработчик и издатель игры — Larian Studios. Игра вышла на платформе Microsoft Windows 6 августа 2013 года.

## Об игре
Много лет назад король Сигурд и его друзья маг Максос и человек по прозвищу Архитектор воспользовались знаниями демона Корвуса создали армию магических машин и объединили весь Ривеллон в единую империю. Однако затем между друзьями произошел раскол, причиной которого стала таинственная женщина по имени Аврора, являвшаяся на самом деле могущественным драконом в человеческом обличии. В итоге Аврора стала любовницей короля, но влюбленный в неё Архитектор заключил с Корвусом сделку чтобы отомстить отвергнувшей его девушке. Результатом стала смерть Авроры и исчезновение Архитектора. Король, которого сильно травмировала смерть Авроры, устранился от дел государства и погряз в пьянстве и беспутстве.
Воспользовавшись этим, его наследники совращенные Корвусом убили Сигурда и развязали новую Мировую Войну. Игрок играет принцем Ривеллона, который является плодом запретной любви короля Сигурда и Авроры. Максос обращается к нему с просьбой возглавить армию тех же машин, при помощи которых его отец и его друзья подчинили себе Ривеллон. Однако на пути будущего Императора стоят его собственные братья и сестра, политические интриги его советников и самый страшный враг — демон Корвус. Он жаждет власти и могущества, но больше всего ему нужна свежая кровь.

## Игровой процесс
Игровой процесс поделен на 4 категории:
Командование войсками — Происходит во время битв, игрок отдает приказы генералам и они направляют воздушные, наземные, водные войска в атаку или отступление; сражение происходит в реальном времени.
Управление драконом — Игрок управляет драконом — мощной единицей, которая летает и стреляет огнём в воздушных, наземных или водных врагов; сражение происходит в реальном времени.
Глобальная карта мира — В летающем замке «Ворон» герой выбирает, куда на глобальной карте отправить свои войска и как управлять своими провинциями.
Дипломатия/улучшения — В воздушном замке «Ворон» игрок соглашается на советы своих советников или отказывается от них — это влияет на глобальную карту: некоторые провинции могут восстать против ваших действий; другие захотят присоединиться из-за ваших действий. Также в мастерской можно улучшать свои войска или дракона.

## Разработка
В августе 2011 Larian Studios объявила о создании своего нового проекта Divinity: Dragon Commander, в сети появилась информация об игре и первые скриншоты. В 2012 году разработчики выпускали новые скриншоты, были на GamesCom 2012 с игрой, в феврале 2013 вышел трейлер, который показал весь геймплей игры.

## Отзывы и продажи
| Сводный рейтинг | Сводный рейтинг         |
| Агрегатор       | Оценка                  |
| --------------- | ----------------------- |
| GameRankings    | 76,50 %                 |
| Metacritic      | 76/100 (PС, 37 обзоров) |

Игра получила преимущественно положительные отзывы. На сайте-агрегаторе Metacritic средняя оценка игры составляет 76 из 100 на основе 37 обзоров для платформы PC.
Летом 2018 года, благодаря уязвимости в защите Steam Web API, стало известно, что точное количество пользователей сервиса Steam, которые играли в игру хотя бы один раз, составляет 265 816 человек.